# Товариство прихильників української культури
Товариство прихильників української культури (ТПУК) — організація, заснована в 1947 році у місті Куритиба (Бразилії).

## Історія
Товариство засноване на загальному конгресі українців 1947 року як установа для справ української культури, інформації та репрезентації. Керівництво ТПУК перебрали Василіяни. Після виходу з ТПУК Хліборобсько-освітнього союзу та організації Українсько-бразилійського комітету, ТПУК обмежилося культурно-освітньою працею в головних міських осередках і деяких колоніях. У 1950 — 1961 роках ТПУК видавало місячник «Boletim Informativo», а 1951 — 1961 мало щотижневі радіопересилання. З виїздом активніших українських елементів до Північної Америки у 1960 — 1965 роках, діяльність ТПУК значно послабла. На 1975 рік товариство мало 4 філії (3 в штаті Парана і 1 в штаті Ріу-Гранді-ду-Сул). 
Очолювали товариство о. М. Іванів, о. М. Камінський, О. Ділай, Р. Кульчицький, М. Гец.